# 할리우드 외신 기자 협회

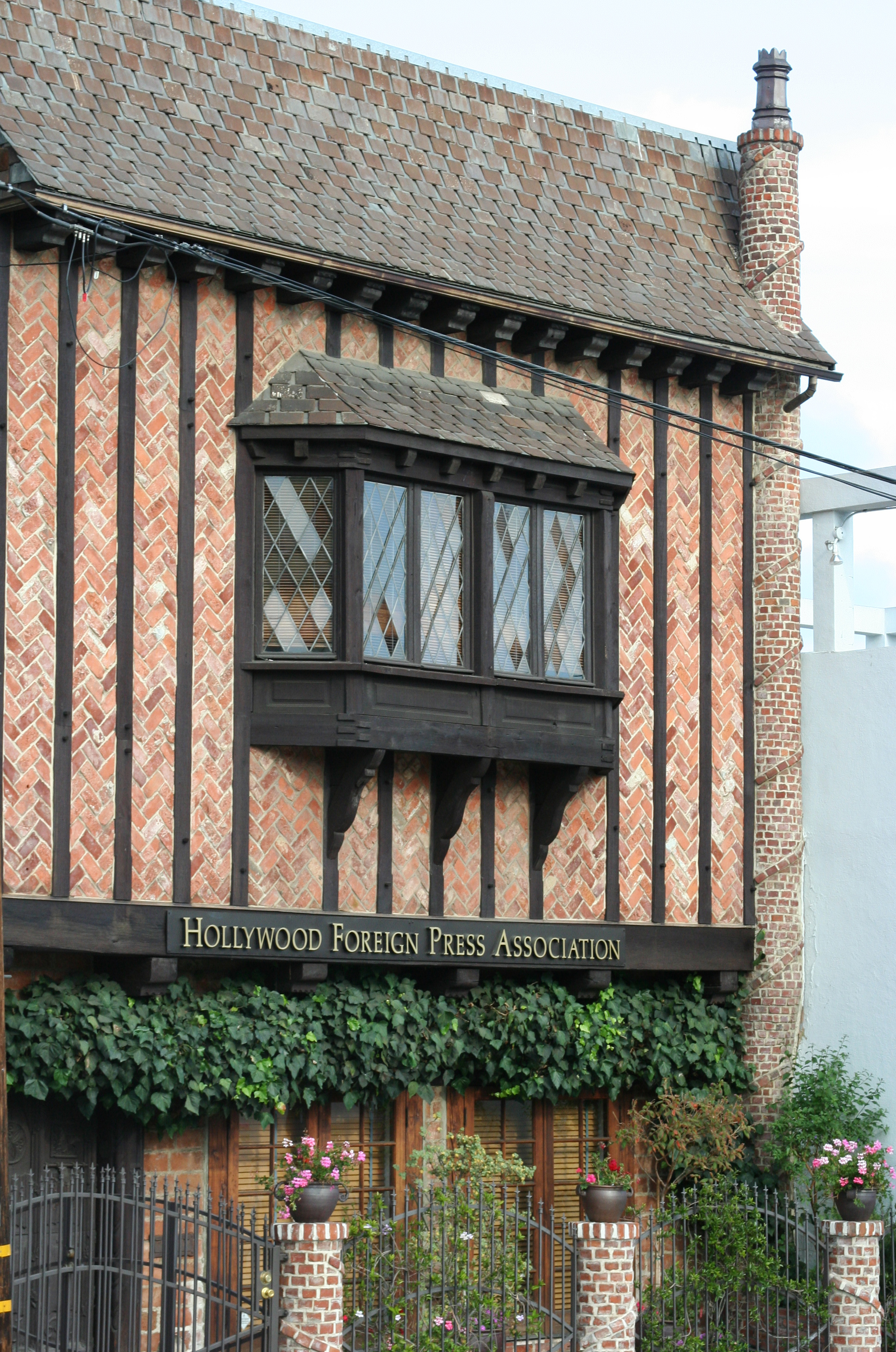
로스앤젤레스에 있는 할리우드 외신 기자 협회의 건물 외관

할리우드 외신 기자 협회(Hollywood Foreign Press Association) 미국의 영화 산업을 커버하는 유럽, 아시아, 오스트레일리아, 라틴 아메리카의 신문 · 잡지 기자 단체이다. 협회는 매년 1월 골든 글로브 시상식을 로스앤젤레스에서 개최하고 있다.